# Solon Borland
Solon Borland (Nansemond County, 1808. szeptember 21. – Harris megye, 1864. január 1.) az Amerikai Egyesült Államok szenátora (Arkansas, 1848–1853).